# ロード・トゥ・ルーイン
『ロード・トゥ・ルーイン』（Road to Ruin）は、アメリカ合衆国のパンク・ロック・バンド、ラモーンズが1978年に発表した4作目のスタジオ・アルバム。

## 背景
1978年にオリジナル・ドラマーのトミー・ラモーンが脱退し、マーキー・ラモーンが後任として加入したが、トミーは本作でも共同プロデューサーとして貢献した。「ニードルズ&ピンズ」は、サーチャーズによるヒットで知られる曲のカヴァーである。

## 反響
アメリカでは11週にわたりBillboard 200入りしたが、前作『ロケット・トゥ・ロシア』（1977年）に続くトップ50入りは果たせず、最高103位に終わった。イギリスでは先行シングル「ドント・カム・クローズ」が全英シングルチャートで39位に達し、本作は全英アルバムチャートで32位に達して、バンド初の全英トップ40アルバムとなった。

## 評価・影響
ロバート・クリストガウは、1978年10月30日付の『ヴィレッジ・ヴォイス』紙のレビューで本作にAを付け、月間の推薦盤として挙げ「他の偉大なグループと同様、ラモーンズも常に最高傑作を作り続けている」と評した。また、Tim Sendraはオールミュージックにおいて5点満点中4.5点を付け「過去のアルバムにおける生々しいパワーが幾分失われた代わりに、感情表現の深みが増した」と評している。Ultimate Classic Rockの2017年の企画「Ramones Albums Ranked Worst to Best」では14作中4位となり「ラジオでの受けを狙って、より伝統的な音作りに走った。その試みはうまくいったとは言えない。とはいえ、『ロード・トゥ・ルーイン』には、"I Wanna Be Sedated"や"I Just Want to Have Something to Do"といった、グループの中でも特に愛すべき曲も含まれている」と評されている。
バッド・ブレインズのバンド名は、本作収録曲「バッド・ブレイン」に由来している。

## 収録曲
特記なき楽曲はラモーンズ作。
1. サムシング・トゥ・ドゥ - "I Just Want to Have Something to Do" - 2:41
2. アイ・ウォンテッド・エヴリシング - "I Wanted Everything" - 3:18
3. ドント・カム・クローズ - "Don't Come Close" - 2:44
4. アイ・ドント・ウォント・ユー - "I Don't Want You" - 2:26
5. ニードルズ&ピンズ - "Needles & Pins" (Sonny Bono, Jack Nitzsche) - 2:21
6. アイム・アゲインスト・イット - "I'm Against It" - 2:07
7. アイ・ウォナ・ビー・シデイテッド - "I Wanna Be Sedated" - 2:29
8. ゴー・メンタル - "Go Mental" - 2:42
9. クエスチョニングリー - "Questioningly" - 3:21
10. シーズ・ザ・ワン - "She's the One" - 2:13
11. バッド・ブレイン - "Bad Brain" - 2:25
12. イッツ・ア・ロング・ウェイ・バック - "It's a Long Way Back" - 2:22

### 2001年リマスターCDボーナス・トラック
1. アイ・ウォント・ユー・アラウンド（エド・スタシアム・ヴァージョン） - "I Want You Around (Ed Stasium Version)" - 3:02
2. ロックン・ロール・ハイ・スクール（エド・スタシアム・ヴァージョン） - "Rock 'N' Roll High School (Ed Stasium Version)" - 2:20
3. ブリッツクリーグ・バップ/ティーンエイジ・ロボトミー/カリフォルニア・サン/ピンヘッド/シーズ・ザ・ワン（ライヴ） - "Blitzkrieg Bop/Teenage Lobotomy/California Sun/Pinhead/She's the One (Live)" (Ramones / Henry Glover, Morris Levy) - 11:00
4. カム・バック、シー・クライド（デモ） - "Come Back, She Cried A.K.A. I Walk Out (Demo)" - 2:21
5. イェー、イェー（デモ） - "Yea, Yea (Demo)" (Joey Ramone) - 2:08

## 参加ミュージシャン
- ジョーイ・ラモーン - ボーカル
- ジョニー・ラモーン - ギター
- ディー・ディー・ラモーン - ベース
- マーキー・ラモーン - ドラムス